# Amphoe Phachi
Amphoe Phachi (Thai: อำเภอ ภาชี, Aussprache: ʔāmpʰɤ̄ː pʰāː tɕʰīː) ist ein Landkreis (Amphoe – Verwaltungs-Distrikt) im östlichen Teil der Provinz Ayutthaya. Die Provinz Ayutthaya liegt in der Zentralregion von Thailand.

## Etymologie

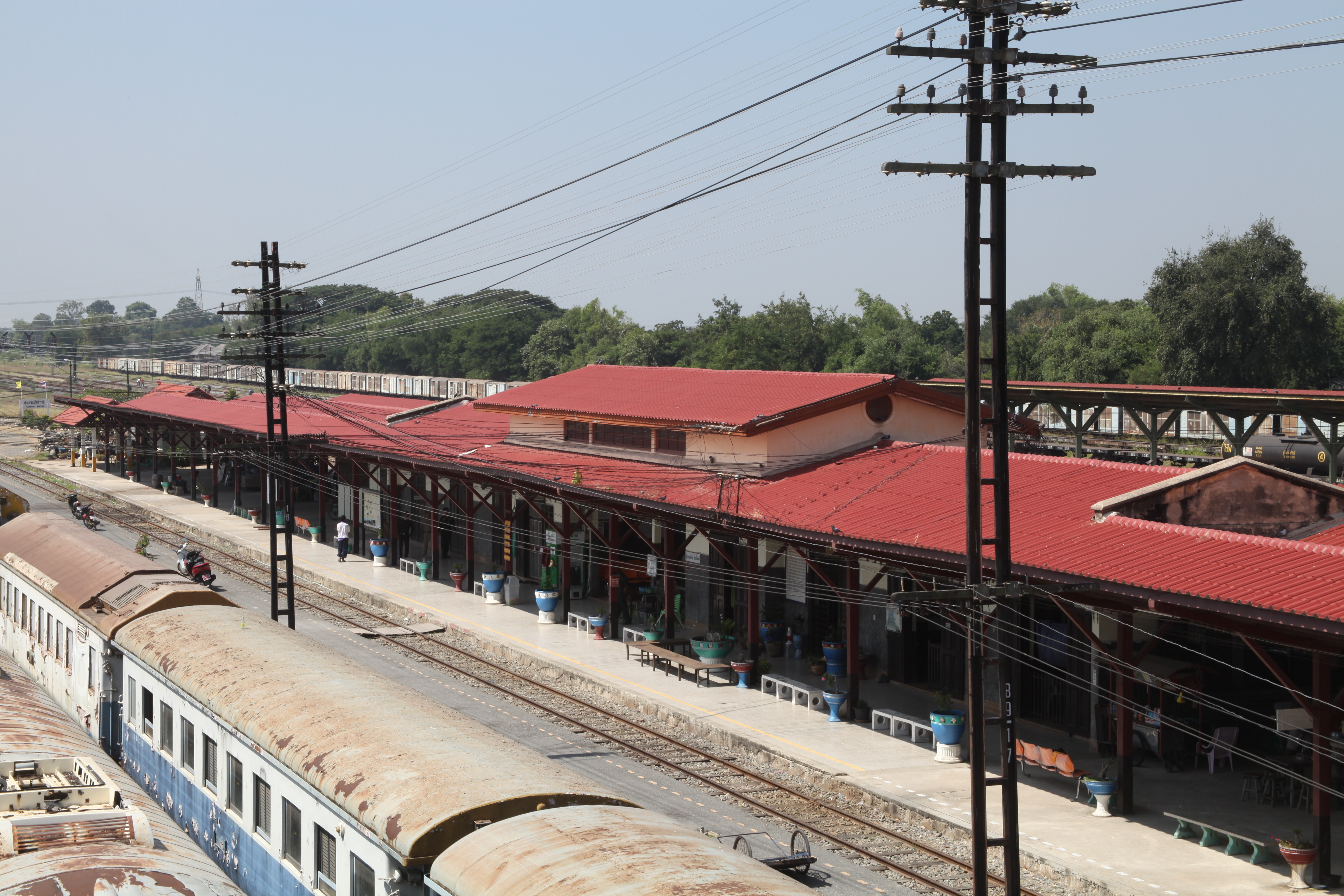
Abzweigung und Bahnhof Ban Phachi

Phachi in Thai ist jemand, der mit anderen teilt oder etwas aufteilt. Es bezieht sich auf die Abzweigung der Thailändischen Staatseisenbahn im Landkreis. Hier teilt sich die Strecke von Bangkok kommend in die Nordlinie und die Nordostlinie.

## Geographie
Benachbarte Landkreise (von Norden im Uhrzeigersinn): Amphoe Tha Ruea der Provinz Ayutthaya, die Amphoe Nong Saeng und Nong Khae der Provinz Saraburi sowie Uthai and Nakhon Luang wiederum in Ayutthaya.

## Geschichte
Der Landkreis wurde 1953 eingerichtet, indem er vom Amphoe Uthai abgetrennt wurde.

## Verkehr
Am Bahnhof Ban Phachi Junction verzweigen sich die Nord- und die Nordoststrecke der thailändischen Eisenbahn (Bangkok–Chiang Mai bzw. Bangkok–Nakhon Ratchasima).

## Verwaltungsgliederung

### Provinzverwaltung
Der Landkreis Phachi ist in acht Tambon („Unterbezirke“ oder „Gemeinden“) eingeteilt, die sich weiter in 72 Muban („Dörfer“) unterteilen.
| Nr. | Name         | Thai      | Muban | Einw. |
| --- | ------------ | --------- | ----- | ----- |
| 01. | Phachi       | ภาชี       | 07    | 5.774 |
| 02. | Khok Muang   | โคกม่วง    | 12    | 4.415 |
| 03. | Rasom        | ระโสม     | 09    | 4.669 |
| 04. | Nong Nam Sai | หนองน้ำใส  | 08    | 3.146 |
| 05. | Don Ya Nang  | ดอนหญ้านาง | 10    | 2.818 |
| 06. | Phai Lom     | ไผ่ล้อม     | 11    | 3.867 |
| 07. | Krachio      | กระจิว     | 08    | 3.797 |
| 08. | Phra Kaeo    | พระแก้ว    | 07    | 2.461 |

### Lokalverwaltung
Es gibt eine Kommune mit „Kleinstadt“-Status (Thesaban Tambon) im Landkreis:
- Phachi (Thai: เทศบาลตำบลภาชี) bestehend aus dem kompletten Tambon Phachi.

Außerdem gibt es sieben „Tambon-Verwaltungsorganisationen“ (องค์การบริหารส่วนตำบล – Tambon Administrative Organizations, TAO)
- Khok Muang (Thai: องค์การบริหารส่วนตำบลโคกม่วง) bestehend aus dem kompletten Tambon Khok Muang.
- Rasom (Thai: องค์การบริหารส่วนตำบลระโสม) bestehend aus dem kompletten Tambon Rasom.
- Nong Nam Sai (Thai: องค์การบริหารส่วนตำบลหนองน้ำใส) bestehend aus dem kompletten Tambon Nong Nam Sai.
- Don Ya Nang (Thai: องค์การบริหารส่วนตำบลดอนหญ้านาง) bestehend aus dem kompletten Tambon Don Ya Nang.
- Phai Lom (Thai: องค์การบริหารส่วนตำบลไผ่ล้อม) bestehend aus dem kompletten Tambon Phai Lom.
- Krachio (Thai: องค์การบริหารส่วนตำบลกระจิว) bestehend aus dem kompletten Tambon Krachio.
- Phra Kaeo (Thai: องค์การบริหารส่วนตำบลพระแก้ว) bestehend aus dem kompletten Tambon Phra Kaeo.